# サマーナイトフィーバー in 両国 WE ARE PRO-WRESTLING LOVE!
サマーナイトフィーバー in 両国 WE ARE PRO-WRESTLING LOVE!（サマーナイトフィーバー・イン・りょうごく・ウィー・アー・プロレスリング・ラブ!）は、2012年7月1日に開催されたプロレス興行。新日本プロレスと全日本プロレスの創立40周年記念の合同興行。正式名称はカードファイト!! ヴァンガード PRESENTS 新日本プロレスリング&全日本プロ・レスリング創立40周年記念大会 サマーナイトフィーバー in 両国 WE ARE PRO-WRESTLING LOVE!（カードファイト!!・ヴァンガード・プレゼンツ・しんにほんプロレスリングアンドぜんにほんプロ・レスリングそうりつよんじゅっしゅうねんきねんたいかい・サマーナイトフィーバー・イン・りょうごく・ウィー・アー・プロレスリング・ラブ!）。

## 概要
共に1972年に旗揚げした全日本プロレスと新日本プロレスが創立40周年を記念して行う合同興行である。2012年4月11日、菅林直樹新日本プロレス社長と内田雅之全日本プロレス社長が同席の記者会見上で開催が発表された。両プロレス団体が興行を主催し、ブシロードが後援する形がとられた。
興行名は両団体のビッグマッチの大会名からとられている。『サマーナイトフィーバー』は新日本プロレスがかつて夏に行うビッグマッチにつけていた大会名であり、『PRO-WRESTLING LOVE!』は全日本プロレスが毎年数度行うビッグマッチにつけられる大会名『プロレスLOVE』からとられている。

## 沿革
年号は全て2012年。
- 4月11日 - 新日本プロレス事務所で菅林直樹新日本プロレス社長と内田雅之全日本プロレス社長が同席し記者会見。本興行の開催が発表。
- 5月24日 - 追加発表会見の中で、スペシャルゲストとしてスタン・ハンセンの来場が発表される。
- 6月19日 - 全試合カードを発表。試合カードは後述する10試合となる。
- 6月30日 - 秋葉原のアキバ・スクエアで本興行の前夜祭『大プロレス祭り』を行う。
- 7月1日 - 興行当日。

## 試合結果
| 第1試合 タッグマッチ 20分1本勝負                                                                                    |                                                 | |
| ○キャプテン・ニュージャパン 渕正信 KENSO                                                                            | 7分2秒 カリビアン・デス・クリップ→体固め        | 邪道 外道● YOSHI-HASHI                                                                             |
| 第2試合 タッグマッチ 20分1本勝負                                                                                    |                                                 | |
| SUSHI ○BUSHI 獅龍 タイガーマスク 獣神サンダー・ライガー                                                             | 8分50秒 ファイヤーバードスプラッシュ→片エビ固め | 高橋広夢● 大和ヒロシ KAI 田口隆祐 プリンス・デヴィット                                             |
| 第3試合 タッグマッチ 30分1本勝負                                                                                    |                                                 | |
| ○カール・アンダーソン 後藤洋央紀 征矢学 大森隆男                                                                    | 12分9秒 ガン・スタン→片エビ固め                 | タイチ● TAKAみちのく（KAIENTAI-DOJO） ランス・アーチャー（フリー） 鈴木みのる（パンクラスMISSION） |
| 第4試合 タッグマッチ 30分1本勝負                                                                                    |                                                 | |
| ●KUSHIDA 井上亘 永田裕志                                                                                            | 9分48秒 ハイブリッド・ブラスター→体固め         | 田中稔 河野真幸 船木誠勝○                                                                          |
| 第5試合 アジアタッグ選手権試合 60分1本勝負                                                                          |                                                 | |
| （第87代選手権者組） ●岡林裕二（大日本プロレス） 関本大介（大日本プロレス）                                         | 12分35秒 リョウタハマー→体固め                  | （挑戦者組） 浜亮太○ 曙                                                                            |
| ※挑戦者組が第88代王者組となる                                                                                       |                                                 | |
| 第6試合 タッグマッチ 45分1本勝負                                                                                    |                                                 | |
| ●タマ・トンガ 内藤哲也                                                                                              | 12分21秒 レボリューションボム→エビ固め          | ジョー・ドーリング○ 真田聖也                                                                       |
| 第7試合 タッグマッチ 45分1本勝負                                                                                    |                                                 | |
| ●近藤修司 諏訪魔 | 14分13秒 レインメーカー→片エビ固め              | オカダ・カズチカ○ 中邑真輔                                                                         |
| 第8試合 トリプルメインイベントI 新日本プロレスリング＆全日本プロ・レスリング40周年記念試合 タッグマッチ 60分1本勝負 |                                                 | |
| 小島聡 天山広吉 ○武藤敬司                                                                                           | 12分9秒 ムーンサルトプレス→体固め               | 石井智宏● 飯塚高史 矢野通                                                                          |
| 第9試合 トリプルメインイベントII 三冠ヘビー級選手権試合 60分1本勝負                                                 |                                                 | |
| （第44代選手権者） ○秋山準（プロレスリング・ノア）                                                                  | 23分26秒 スターネスダスト→片エビ固め            | （挑戦者） 太陽ケア●                                                                               |
| ※王者が4度目の防衛に成功                                                                                            |                                                 | |
| 第10試合 トリプルメインイベントIII IWGPヘビー級選手権試合 60分1本勝負                                               |                                                 | |
| （第58代選手権者） ○棚橋弘至                                                                                        | 22分41秒 ハイフライフロー→片エビ固め            | （挑戦者） 真壁刀義●                                                                               |
| ※王者が初防衛に成功                                                                                                 |                                                 | |